# Okabe Umezu
Okabe Umezu (1876–1943) – japoński konstruktor okrętów, twórca pierwszego lotniskowca japońskiej marynarki wojennej „Hōshō”.
W latach 1898–1904 jak większość wykształconych Japończyków, studiował na technicznych uczelniach europejskich we Francji i Wielkiej Brytanii.
W 1919 stworzył plany pierwszego lotniskowca floty japońskiej noszącego nazwę "Taiho", ostatecznie nie zbudowanego. Rozwinął go konstruując wraz ze swym zespołem w 1922 lotniskowiec „Hōshō”. Był autorem modernizacji pancernika "Nagato". W latach 1932–38 pracował jako jeden z wykładowców w Akademii Marynarki Wojennej w Jokohamie. Ostatnim jego dziełem była praca w zespole kierowanym przez Teichi Hata nad lotniskowcem "Shōkaku", ukończonym w porcie Yokosuka  w 1941.